# Чемпионат России по хоккею с шайбой 2005/2006 (составы)
Составы команд чемпионата России по хоккею с шайбой 2005/06.
Указано гражданство хоккеистов, не являвшихся гражданами России (согласно eliteprospects.com).

### 1. «Ак Барс»
Вратари:  Фред Брэйтуэйт, Александр Ерёменко.
Защитники: Денис Денисов,  Раймон Жиру, Андрей Зубарев,  Сергей Климентьев, Константин Корнеев, Илья Никулин, Андрей Первышин, Виталий Прошкин,  Геннадий Разин, Евгений Рясенский, Игорь Щадилов.
Нападающие: Алексей Бадюков, Руслан Берников, Владимир Воробьёв,  Дмитрий Дударев, Михаил Жуков, Данис Зарипов, Сергей Зиновьев, Алексей Косоуров, Энвер Лисин, Денис Логинов, Алексей Морозов, Дмитрий Обухов, Александр Рыбаков, Александр Степанов, Алексей Терещенко,  Джефф Хэмилтон, Алексей Чупин, Михаил Юньков.
Главный тренер: Зинэтула Билялетдинов.

### 2. «Авангард»
Вратари:  Норм Маракл, Борис Тортунов.
Защитники: Вячеслав Белов, Сергей Гусев, Александр Гуськов, Евгений Дубровин, Кирилл Кольцов, Максим Кузнецов, Михаил Любушин,  Игорь Никитин, Никита Никитин, Дмитрий Рябыкин, Андрей Сапожников,  Алексей Трощинский.
Нападающие: Никита Алексеев, Олег Белкин, Константин Горовиков, Александр Дроздецкий, Александр Егоров, Дмитрий Затонский,  Алексей Калюжный, Андрей Коваленко,  Милан Крафт, Антон Курьянов, Андрей Николишин,  Вацлав Новак, Александр Попов, Максим Рыбин, Александр Свитов, Алексей Смирнов, Сергей Тополь, Артем Чубаров, Виталий Ячменев.
Главный тренер: Валерий Белоусов.

### 3. «Металлург» Магнитогорск
Вратари:  Константин Симчук,  Трэвис Скотт.
Защитники: Виталий Атюшов, Евгений Бирюков, Александр Бойков, Владислав Бульин, Евгений Варламов, Ринат Ибрагимов, Роман Кухтинов, Владимир Маленьких, Александр Селуянов,  Андерс Эрикссон, Дмитрий Юшкевич.
Нападающие: Сергей Арекаев, Илья Воробьёв, Евгений Гладских, Равиль Гусманов, Юрий Добрышкин, Алексей Кайгородов, Игорь Королёв, Эдуард Кудерметов, Николай Кулёмин, Евгений Малкин, Руслан Нуртдинов, Дмитрий Пестунов, Денис Платонов, Александр Савченков, Алексей Тертышный, Станислав Чистов.
Главный тренер:  Дэйв Кинг.
Покинули команду.

## «Локомотив»
- Вр  Стив Валикетт
- Вр Егор Подомацкий
- Зщ Иван Амахин
- Зщ Виталий Аникеенко
- Зщ Алексей С. Васильев
- Зщ Илья Горохов
- Зщ Олег Давыдов
- Зщ Сергей Жуков
- Зщ Николай Игнатов
- Зщ Дмитрий Красоткин
- Зщ Дмитрий Мегалинский
- Зщ  Карел Рахунек
- Зщ Станислав Романов
- Зщ Алексей Швалев
- Нп Артём Анисимов
- Нп Владимир Антипов
- Нп Антон Бут
- Нп Александр Васюнов
- Нп Дмитрий Власенков
- Нп Александр Галимов
- Нп Константин Глазачев
- Нп Александр Калянин
- Нп Андрей Кирюхин
- Нп Артём Крюков
- Нп Сергей Леснухин
- Нп Алексей Михнов
- Нп Иван Непряев
- Нп  Константин Руденко
- Нп Алексей Семенов
- Нп Пётр Счастливый
- Нп Андрей Таратухин
- Нп Иван Ткаченко
- Нп Геннадий Чурилов
- Нп Григорий Шафигулин
- Главный тренер: Владимир Юрзинов-ст.

## ЦСКА
- Вр Сергей Борисов
- Вр  Петерис Скудра
- Вр Александр Фомичев
- Зщ Михаил Баландин
- Зщ Антон Белов
- Зщ Дмитрий Ерофеев
- Зщ Александр Ждан
- Зщ Кирилл Лямин
- Зщ Георгий Мишарин
- Зщ Андрей Мухачев
- Зщ Александр Титов
- Зщ Вадим Хомицкий
- Зщ  Мартин Штрбак
- Нп Егор Башкатов
- Нп Андрей Васильев
- Нп Павел Виноградов
- Нп Дмитрий Гоголев
- Нп Александр Гольц
- Нп Владимир Жарков
- Нп Сергей Кривокрасов
- Нп Алексей Кудашов
- Нп Николай Лемтюгов
- Нп Сергей Мозякин
- Нп  Дэвид Немировски
- Нп Андрей Никитенко
- Нп Александр Никулин
- Нп  Сергей Огородников
- Нп Денис Паршин
- Нп Андрей Петрунин
- Нп  Дмитрий Уппер
- Нп Сергей Широков
- Нп Максим Якуценя
- Главный тренер: Вячеслав Быков

## «Химик»
- Вр Алексей Егоров
- Вр  Душан Салфицки
- Зщ  Владимир Антипин
- Зщ Вячеслав Буравчиков
- Зщ Денис Ежов
- Зщ Игорь Князев
- Зщ Дмитрий Космачев
- Зщ Филипп Метлюк
- Зщ Евгений Наместников
- Зщ Юрий Панов
- Зщ  Алеш Пиша
- Зщ  Максим Семенов ← «Лада»
- Зщ Николай Сёмин
- Зщ  Ян Хейда
- Нп Денис Архипов
- Нп Руслан Берников
- Нп Артём Биккиняев
- Нп Александр Бойков
- Нп Павел Бойченко
- Нп Алексей Глухов
- Нп Михаил Глухов
- Нп Вадим Епанчинцев
- Нп Валерий Зелепукин
- Нп Игорь Игнатушкин
- Нп Илья Ковальчук
- Нп Илья Крикунов
- Нп Альберт Лещев
- Нп Владимир Поздняков
- Нп Андрей Потайчук
- Нп Александр Прокопьев
- Нп Николай Пронин
- Нп Михаил Севостьянов
- Нп Сергей Севостьянов
- Нп Александр Семин
- Нп Алексей Шкотов
- Главный тренер: Николай Ванин

## «Салават Юлаев»
- Вр  Андрей Мезин
- Вр Сергей Николаев
- Зщ Вячеслав Белов
- Зщ Павел Доронин
- Зщ Сергей Журиков
- Зщ Артём Зубарев
- Зщ Андрей Кутейкин
- Зщ Александр Логинов
- Зщ Владимир Логинов
- Зщ Владислав Озолин
- Зщ Алексей Плотников
- Зщ Вячеслав Селуянов
- Зщ Николай Цулыгин
- Зщ  Мартин Чех ← «Сибирь»
- Зщ Никита Щитов
- Зщ Сергей Якимович
- Зщ Андрей Яханов
- Нп Сергей Аншаков
- Нп  Давид Балаш
- Нп  Максим Беляев
- Нп Руслан Берников
- Нп Артём Булянский
- Нп Игорь Волков
- Нп Николай Заварухин
- Нп Дмитрий Зюзин
- Нп Кирилл Князев
- Нп  Алексей Крутиков
- Нп Дмитрий Левинский
- Нп Дмитрий Макаров
- Нп Константин Макаров
- Нп  Дмитрий Мелешко
- Нп Денис Метлюк
- Нп Александр Нестеров
- Нп Сергей Огородников
- Нп Максим Орлов
- Нп Сергей Сальников
- Нп Андрей Сидякин
- Нп Дмитрий Субботин
- Нп Иван Хлынцев
- Нп Денис Хлыстов
- Нп  Ярослав Чуприс
- Нп Азат Шарипов
- Главный тренер: Сергей Михалёв

## «Лада»
- Вр Алексей Белов
- Вр Василий Кошечкин
- Вр Владимир Куликов
- Вр  Адам Свобода
- Зщ Денис Бодров
- Зщ Дмитрий Воробьев
- Зщ Павел Ворошнин
- Зщ Артур Гарипов
- Зщ Алексей Емелин
- Зщ Андрей Есипов
- Зщ Ринат Ибрагимов
- Зщ Марат Калимулин
- Зщ Андрей Кручинин
- Зщ Иван Максимкин
- Зщ Егор Малышев
- Зщ Филипп Метлюк
- Зщ Григорий Панин
- Зщ  Максим Семенов → «Химик»
- Зщ Михаил Стрелков
- Зщ  Марис Ясс
- Зщ Андрей Яханов
- Нп Денис Абдуллин
- Нп Олег Белкин
- Нп Евгений Бодров
- Нп Александр Бойков
- Нп Александр Бумагин
- Нп Александр Бутурлин
- Нп Михаил Бутурлин
- Нп Игорь Величкин
- Нп Илья Воробьёв
- Нп Артём Востриков
- Нп Виталий Голубничий
- Нп Вадим Голубцов
- Нп Илья Докшин
- Нп Владимир Жмаев
- Нп Станислав Жмакин
- Нп Пётр Завгороднев
- Нп Дмитрий Казионов
- Нп Денис Карцев
- Нп Евгений Кетов
- Нп Антон Крысанов
- Нп Константин Майоров
- Нп  Андрей Михнов
- Нп Александр Нестеров
- Нп Андрей Николишин
- Нп Андрей Петрунин
- Нп Яков Рачинский
- Нп Михаил Севостьянов
- Нп Сергей Севостьянов
- Нп Александр Семин
- Нп Алексей Уваров
- Главный тренер: Пётр Воробьёв

## «Динамо»
- Вр  Виталий Еремеев
- Вр Сергей Звягин
- Вр Евгений Константинов
- Зщ Александр Будкин
- Зщ Дмитрий Быков
- Зщ Сергей Вышедкевич
- Зщ Сергей Гимаев
- Зщ Леонид Канарейкин
- Зщ Евгений Королев
- Зщ Денис Куляш
- Зщ Владимир Логинов
- Зщ Дмитрий Лоптев
- Зщ Олег Ореховский
- Зщ Яков Рылов
- Зщ Александр Рязанцев
- Зщ Андрей Скопинцев
- Нп Сергей Аншаков
- Нп Константин Баранов
- Нп Альберт Вишняков
- Нп  Михаил Грабовский
- Нп Дмитрий Казионов
- Нп Владимир Карпов
- Нп Сергей Коростин
- Нп Игорь Мирнов
- Нп Егор Михайлов
- Нп Дмитрий Набоков
- Нп  Вацлав Плетка
- Нп Константин Романов
- Нп  Павел Роса
- Нп Александр Скугарев
- Нп Алексей Сопин
- Нп Максим Спиридонов
- Нп Геннадий Столяров
- Нп Максим Сушинский
- Нп Евгений Федоров
- Нп Александр Харитонов
- Нп  Вадим Шахрайчук
- Нп  Алексей Широков → «Металлург» Н
- Нп Дмитрий Шитиков
- Главный тренер: Владимир Крикунов

## «Спартак»
- Вр Константин Барулин
- Вр  Тайлер Мосс
- Зщ Алексей Бондарев
- Зщ Денис Гроть
- Зщ Сергей Зимаков
- Зщ Сергей Кагайкин
- Зщ Валерий Климов
- Зщ Владимир Корсунов
- Зщ  Алексей Литвиненко
- Зщ Александр Любимов
- Зщ  Артём Остроушко
- Зщ Андрей Поддякон
- Зщ Виталий Шулаков
- Нп Марат Валиуллин
- Нп Руслан Зайнуллин
- Нп Илья Зубов
- Нп Михаил Иванов
- Нп Сергей Климович
- Нп Алексей Копейкин
- Нп Александр Кучерявенко
- Нп  Дэвид Линг
- Нп Илья Малюшкин
- Нп Игорь Мусатов
- Нп Евгений Павлов
- Нп Андрей Пономарев
- Нп Игорь Радулов
- Нп Дмитрий Семин
- Нп Евгений Скачков
- Нп Дмитрий Уткин
- Нп Александр Юньков
- Нп Михаил Якубов
- Главный тренер: Валерий Брагин

## «Нефтехимик»
- Вр  Чад Албан
- Вр Денис Франскевич
- Вр Андрей Царев
- Зщ Дмитрий Балмин
- Зщ Ильшат Билалов
- Зщ Павел Валентенко
- Зщ  Алексей Васильченко
- Зщ Максим Галанов
- Зщ Евгений Нурисламов
- Зщ Сергей Перетягин
- Зщ Андрей Плеханов
- Зщ Денис Соколов
- Зщ  Томаш Староста
- Зщ Владимир Чебатуркин
- Зщ  Денис Шемелин
- Нп Виталий Аникеев
- Нп  Сергей Заделёнов
- Нп Радик Закиев
- Нп Виктор Калачик
- Нп Ринат Касьянов
- Нп Роман Козлов
- Нп Сергей Коньков
- Нп Максим Краев
- Нп Сергей Кутявин
- Нп Сергей Лучинкин
- Нп Максим Осипов
- Нп Максим Пестушко
- Нп  Камил Пирош
- Нп Андрей Поснов
- Нп Артур Сарваров
- Нп Дмитрий Семенов
- Нп Алексей Симаков
- Нп Василий Смирнов
- Нп  Алексей Угаров
- Нп Василий Чистоклетов
- Нп Егор Шастин
- Нп Айдар Шигапов
- Главный тренер: Всеволод Елфимов

## «Северсталь»
- Вр  Марк Ламот
- Вр Ильдар Мухометов
- Зщ Юрий Александров
- Зщ Александр Горелов
- Зщ Николай Зимин
- Зщ Михаил Любушин
- Зщ Денис Макаров
- Зщ Евгений Медведев
- Зщ Евгений Сапожков
- Зщ Павел Траханов
- Зщ Василий Турковский
- Зщ Виктор Учеватов
- Зщ  Ладислав Чиерны
- Зщ Андрей Шефер
- Зщ Александр Шинин
- Нп Сергей Арекаев
- Нп Алексей Булатов
- Нп Игорь Григоренко
- Нп Александр Гулявцев
- Нп Владислав Евсеев
- Нп Андрей Коваленко
- Нп Семен Кокуев
- Нп Максим Конькин
- Нп Роман Малов
- Нп Сергей Пискунов
- Нп Александр Плющев
- Нп Александр Полушин
- Нп Владимир Самылин
- Нп Сергей Соин
- Нп  Радован Сомик
- Нп Лев Трифонов
- Нп Юрий Трубачёв
- Нп Андрей Шепеленко
- Нп Вадим Шипачев
- Главный тренер: Владимир Плющев

## СКА
- Вр Максим Соколов
- Вр  Сергей Шабанов
- Зщ Александр Аксёненко
- Зщ Роман Дерлюк
- Зщ Андрей Евстафьев
- Зщ Александр Завьялов
- Зщ Максим Кузнецов
- Зщ  Иржи Марушак
- Зщ Денис Пахомов
- Зщ Валерий Покровский
- Зщ  Евгений Пупков
- Зщ Сергей Розин
- Зщ Кирилл Сафронов
- Зщ Михаил Чернов
- Зщ Евгений Штайгер
- Нп Алексей Акифьев
- Нп  Виктор Александров
- Нп Константин Баранов
- Нп Анатолий Васильев
- Нп Никита Выглазов
- Нп Андрей Галушкин
- Нп Александр Гольц
- Нп Сергей Грибанов
- Нп  Михал Грошек
- Нп Александр Дроздецкий
- Нп Игорь Емелеев
- Нп Алексей Кознев
- Нп  Николай Курочкин
- Нп Сергей Кутявин
- Нп Игорь Мисько
- Нп Сергей Москалев
- Нп Евгений Муратов
- Нп Максим Овчинников
- Нп Андрей Огородников
- Нп  Фёдор Полищук
- Нп Андрей Поснов
- Нп Роман Сычев
- Нп Руслан Хасаншин
- Нп Валерий Хлебников
- Нп Александр Шинкарь
- Главный тренер: Николай Соловьёв, Сергей Черкас (и. о., 25 января — 30 апреля)

## «Сибирь»
- Вр  Александр Вьюхин
- Вр  Дитер Кочан
- Вр Владимир Куликов
- Зщ Александр Аксёненко
- Зщ Кирилл Алексеев
- Зщ Александр Гришин
- Зщ  Милослав Гурень
- Зщ Михаил Доника
- Зщ  Вячеслав Завальнюк
- Зщ Александр Карповцев
- Зщ  Алексей Коледаев
- Зщ Алексей Кривченков
- Зщ  Алексей Петушков
- Зщ Роман Попов
- Зщ Раиль Розаков
- Зщ Алексей Тезиков
- Зщ  Мартин Чех → «Салават Юлаев»
- Нп Сергей Акимов
- Нп Олег Белов
- Нп Олег Болтунов
- Нп Евгений Бумагин
- Нп Игорь Валеев
- Нп  Сергей Варламов
- Нп Александр Головин
- Нп Алексей Кознев
- Нп Максим Конькин
- Нп Денис Кочетков
- Нп Денис Машанов
- Нп Денис Метлюк
- Нп Егор Миловзоров
- Нп Максим Савосин
- Нп Рамиль Сайфуллин
- Нп Андрей Субботин
- Нп Ринат Хасанов
- Нп Евгений Хацей
- Нп Александр Чербаев
- Нп Денис Швидкий
- Нп Андрей Шепеленко
- Главный тренер: Владимир Юрзинов-мл.

## ХК МВД
- Вр Тимерлан Акаев
- Вр Алексей Волков
- Вр Виктор Чистов
- Вр  Себастьян Шарпентье
- Зщ  Евгений Блохин
- Зщ Максим Великов
- Зщ Евгений Грибко
- Зщ Марат Давыдов
- Зщ Адгур Джугелия
- Зщ Алексей Дубченко
- Зщ Андрей Заболотнев
- Зщ Дмитрий Иванов
- Зщ Евгений Катичев
- Зщ Александр Кутузов
- Зщ Евгений Наместников
- Зщ Антон Полещук
- Зщ Роман Попов
- Зщ Сергей Рахманов
- Зщ Максим Соловьев
- Зщ  Андрей Срюбко
- Зщ Игорь Таранов
- Зщ Михаил Худяков
- Зщ Евгений Шалдыбин
- Нп Вадим Аверкин
- Нп Игорь Александров
- Нп Алексей Алтухов
- Нп Михаил Анисимов
- Нп  Олег Антоненко
- Нп Сергей Аншаков
- Нп Юрий Бабенко
- Нп Юрий Буцаев
- Нп Вячеслав Буцаев
- Нп Алексей В. Васильев
- Нп Игорь Ворожбитов
- Нп Роман Воронкин
- Нп Владимир Горбунов
- Нп Александр Зевахин
- Нп Денис Казионов
- Нп Денис Кокарев
- Нп Александр Кувалдин
- Нп Сергей Лучинкин
- Нп Дмитрий Набоков
- Нп  Никита Осипов
- Нп Андрей Разин
- Нп Андрей Рычагов
- Нп Роман Савичев
- Нп Илья Серёгин
- Нп  Андрей Степанов
- Нп Дмитрий Субботин
- Нп Алексей Цветков
- Главный тренер: Сергей Котов (до 26 ноября), Валерий Панин

## «Металлург» Новокузнецк
- Вр   Иван Базылеев
- Вр Максим Батков
- Вр Вадим Тарасов
- Зщ  Артём Аргоков
- Зщ  Андрей Башко
- Зщ Алексей Белоусов
- Зщ Андрей Есипов
- Зщ Александр Ковалев
- Зщ Андрей Ланге
- Зщ Артём Марьямс
- Зщ Дмитрий Пархоменко
- Зщ Алексей Пепеляев
- Зщ  Дмитрий Толкунов
- Зщ Михаил Тюляпкин
- Зщ Станислав Шальнов
- Зщ Евгений Штайгер
- Нп Вадим Аверкин
- Нп Денис Афиногенов
- Нп  Мартин Бартек
- Нп Сергей Бердников
- Нп Анатолий Васильев
- Нп Александр Ведерников
- Нп Александр Гольц
- Нп  Рихард Капуш
- Нп Алексей Крутов
- Нп Сергей Кузнецов
- Нп Евгений Лапин
- Нп Александр Майер
- Нп Алексей Медведев
- Нп Игорь Меляков
- Нп Олег Науменко
- Нп Рамиль Сайфуллин
- Нп Евгений Сафронов
- Нп Денис Стасюк
- Нп Александр Татаринов
- Нп Денис Тюрин
- Нп Алексей Уваров
- Нп Сергей Чубыкин
- Нп  Эдуард Шипицын
- Нп Алексей Широков ← «Динамо»
- Главный тренер: Андрей Пятанов, Михаил Гомберг (и. о., 25 ноября — 7 декабря), Александр Китов

## 17. «Витязь»
- Вр Алексей Волков
- Вр Юрий Герасимов
- Вр Андрей Малков
- Вр  Микко Рямё
- Зщ Денис Баев
- Зщ Вадим Брезгунов
- Зщ Александр Гришин
- Зщ  Лукаш Зиб
- Зщ Рустем Камалетдинов
- Зщ Андрей Козырев
- Зщ Алексей Комаров
- Зщ Алексей Кривченков
- Зщ Сергей Кулмухаметов
- Зщ Евгений Петрочинин
- Зщ Сергей Решетников
- Зщ Николай Сёмин
- Зщ Александр Юдин
- Нп Павел Бойченко
- Нп Константин Волков
- Нп Дмитрий Гоголев
- Нп Илья Горбушин
- Нп  Юрий Дьяченко
- Нп Сергей Золотов
- Нп Денис Истомин
- Нп Александр Кожевников
- Нп Алексей Колкунов
- Нп Максим Коробов
- Нп Сергей Королёв
- Нп Александр Королюк
- Нп Алексей Кочегаров
- Нп Михаил Паньшин
- Нп Владислав Поперечный
- Нп Денис Сергеев
- Нп Алексей Сергиевский
- Нп  Рид Симпсон
- Нп Станислав Тимаков
- Нп Юрий Ярутов
- Главный тренер: Анатолий Богданов, Александр Бодунов (с 26 октября)

## 18. «Молот-Прикамье»
- Вр  Владимир Гудачек
- Вр Сергей Завьялов
- Вр Дмитрий Хомутов
- Зщ Александр Беркутов
- Зщ Роман Горбунов
- Зщ Алексей Данилов
- Зщ Михаил Доника
- Зщ Владислав Отмахов
- Зщ Антон Полещук
- Зщ Сергей Сёмин
- Зщ Андрей Спиридонов
- Зщ Василий Сыса
- Зщ Дмитрий Филимонов
- Зщ  Станислав Языков
- Нп Николай Бардин
- Нп Алексей В. Васильев
- Нп Денис Гусманов
- Нп Антон Дубинин
- Нп Александр Журун
- Нп Антон Зимин
- Нп Евгений Карпов
- Нп Григорий Ковтун
- Нп Александр Кожевников
- Нп Алексей Косоуров
- Нп Денис Кочетков
- Нп Юрий Кузнецов
- Нп Дмитрий Леденцов
- Нп Илья Малюшко
- Нп Вадим Покотило
- Нп Игорь Полыгалов
- Нп Алексей Репкин
- Нп Дмитрий Романов
- Нп Олег Савчук
- Нп Евгений Сафронов
- Нп Владимир Севастьянов
- Нп Дмитрий Семенов
- Главный тренер: Владимир Крючков